# بايتشونغ بوتيا
بايتشونغ بوتيا (مواليد 15 ديسمبر 1976 في تينكيتام بولاية سيكيم) هو لاعب كرة قدم هندي ويعتبر كأسطورة كرة القدم الهندية لتسجيله أكثر من 100 هدف مع أنديته.
يملك عدة أرقام وإنجازات من أهمها أنه أول لاعب هندي يلعب في أوروبا وبالضبط مع نادي بيري الإنجليزي حين لعب له من 1999 إلى 2002، وقد قاد المنتخب الهندي في مشاركة منتخب بلاده في كأس آسيا سنة 2011 التي نظمتها قطر.
في 24 أغسطس 2011 أعلن بوتيا اعتزاله اللعب دولياً.

## أرقام
- اللاعب الأكثر مشاركة مع منتخب بلاده ب103 لقاء مع منتخب الهند.
- الهداف التاريخي الثاني للمنتخب الهندي ب43 هدف بعد اللاعب براديب كومار بانيرجي الذي سجل 65 هدف.
- أول لاعب هندي محترف في أوروبا.

## روابط خارجية
- - إحصائيات اللاعب على موقع الفيفا
- IndianFootball.com - صفحة كرة القدم الهندية
- مدارس بايشونغ بوتيا لكرة القدم
- بايتشونغ بوتيا على موقع الاتحاد الدولي (مؤرشف)  (الإنجليزية)
- بايتشونغ بوتيا على موقع قاعدة بيانات كرة القدم.إي يو (الإنجليزية)
- بايتشونغ بوتيا على موقع ناشيونال فوتبول تيمز (الإنجليزية)
- بايتشونغ بوتيا على موقع عالم كرة القدم.نت (الإنجليزية)
- بايتشونغ بوتيا على موقع كووورة